# 3383 Кояма
3383 Кояма (3383 Koyama) — астероїд головного поясу, відкритий 9 січня 1951 року.
Тіссеранів параметр щодо Юпітера — 3,385.